# Benjamin Auffret
Pour les articles homonymes, voir Auffret.
Benjamin Auffret, né le 15 mars 1995 à Montereau-Fault-Yonne, est un ancien plongeur français.

## Carrière sportive
Il est champion d'Europe 2017 de haut vol à 10 m.
Il remporte aussi aux Championnats d'Europe la médaille de bronze de plongeon à 10 mètres en 2018 et la médaille d'argent en 2019. Il est champion de France à 10 mètres en 2014, 2015 et 2017.
Il termine quatrième du 10 mètres hommes aux Jeux olympiques d'été de 2016 à Rio de Janeiro.
Fin avril 2021, il annonce, à 26 ans, mettre un terme à sa carrière sportive, en raison de problèmes de santé et afin de se consacrer pleinement à ses études, pour devenir ainsi pilote de chasse.
Durant les Jeux olympiques 2024 à Paris, il est consultant pour France Télévisions et commente les épreuves de plongeon avec Claire Vocquier-Ficot.